# Vangelo di Giuda (romanzo)
Vangelo di Giuda è un romanzo storico dello scrittore italiano Roberto Pazzi pubblicato nel 1989.
L'opera ha vinto nel 1990 il Super Premio Grinzane Cavour per la Narrativa Italiana.

## Trama
Nel 32 dopo Cristo l'imperatore Tiberio è nella sua villa di Capri, succube dell'astrologo Trasillo e ormai disinteressato agli affari dello stato. Sull'isola si trova anche l'erede designato, il giovane Caligola, che nutre un amore omosessuale per lo schiavo greco Eumenide e un'attrazione incestuosa per la sorella Drusilla.
Un giorno sbarca sulle coste dell'isola Cornelia Lucina, figlia del poeta Cornelio Gallo che era stato nominato da Augusto prefetto della provincia d'Egitto ma poi era caduto in disgrazia, tanto che la sua opera letteraria era stata distrutta. La donna era stata liberata dalla pena del confino sull'isoletta di Pandataria per volontà dello stesso Augusto, ma l'ordine non era mai giunto a destinazione, sennonché dei pirati la raccolsero e la portarono a Capri. Essa sfida Tiberio ad ascoltare i versi del padre che tiene scolpiti nella memoria, e l'imperatore accetta spinto dalla curiosità.
Cornelia Lucina racconta che suo padre, in Egitto, aveva conosciuto un mago negro di nome Baldassarre che attendeva, da qualche parte in Giudea, la nascita di un re e profeta. Cornelio, avendo poi avuto sentore che Augusto reclamava la sua testa, scambiò il proprio ruolo con quello del liberto Sesto e partì con Baldassarre per la Palestina, dove trovò ricetto presso una comunità di Esseni che lo introdussero alla conoscenza della Bibbia e dove compose un poema sulla futura storia del bambino atteso da Baldassarre, a nome Jeshua. Avendo iniziato a compiere miracoli e a predicare un nuovo modo d'intendere la religione e il rapporto tra l'uomo e Dio, Jeshua inizia ad essere inviso alle autorità ebraiche; tra i suoi discepoli, uno di nome Giuda Iscariota, più colto degli altri, contravviene alla volontà del maestro mettendo per iscritto i suoi insegnamenti. Nella previsione di Cornelio Gallo, tali scritti, dopo secoli, sarebbero serviti per rinsaldare l'Impero sulla base della nuova religione, creando un clero colluso col potere e tradendo in definitiva le intenzioni di Jeshua.
Mentre Tiberio è affascinato dalla narrazione della sua ospite, una congiura tra i militari stanziati nella provincia del Norico per accelerare la successione di Caligola prende forma ma viene rapidamente stroncata. A Capri arriva un'ambasceria di ebrei, guidata da Giairo accompagnato dalla figlia resuscitata da Jeshua, per implorare l'imperatore di non permettere che la Bibbia venga tradotta in latino. La fanciulla sembra possedere una conoscenza soprannaturale del luogo e s'intrattiene cordialmente con Cornelia Lucina e con Tiberio, che acconsente alla supplica.
Nel frattempo Drusilla, raggiunta a Roma da Caligola e andata in sposa a un potente senatore, per impedire che uno scandalo possa nuocere al fratello prende la decisione di suicidarsi lentamente col veleno fornito da un medico compiacente.
Dopo la partenza della delegazione ebraica, Tiberio riceve il governatore della Giudea Ponzio Pilato, al quale chiede lumi sulla sorte di Jeshua. Pilato giura, chiamando a testimoni la moglie e i membri del suo seguito, di aver interrogato Jeshua e di averlo poi rilasciato, dopodiché egli sarebbe sparito: alcune voci riferiscono che si sarebbe trasferito in India, dove continuerebbe a fare proseliti, altre che sarebbe stato assassinato dall'Iscariota. Tiberio, per confondere ulteriormente le idee, ordina allora a Pilato di accreditare la versione secondo cui Jeshua sarebbe stato crocifisso.
Il romanzo si conclude con Tiberio sul letto di morte, attorniato dai famigliari, che riceve alcune carte di soggetto religioso ed esoterico, tra le quali il Vangelo di Giuda.

## Edizioni
- Roberto Pazzi, Vangelo di Giuda, collana Narratori Moderni, Milano, Garzanti, 1989, ISBN 8811662842. Ospitato su Internet Archive.
- Roberto Pazzi, Vangelo di Giuda, collana I nani, n. 92, Milano, Baldini & Castoldi, 1999, ISBN 8880896482.
- Roberto Pazzi, Vangelo di Giuda, collana «Sperling Serial» Paperback, n. 33, Milano, Sperling & Kupfer, 2006, ISBN 8860610648.
- Roberto Pazzi, Vangelo di Giuda, collana Tascabili Bompiani, n. 1288, Milano, Bompiani, 2015, ISBN 9788845278587.